# Nemas problemas
Nemas problemas är en TV-serie med duon Erik Ekstrand och Mackan Edlund som programledare. Programmet började sändas på TV6 den 23 februari 2015.

## Handling
Under tio avsnitt får man följa Erik och Mackan på deras resa genom Sydamerika. Med på resan är programmets producent och en tolk.

## Avsnitt
| Avsnitt | Speltid (inklusive reklam) | Ämne | Sändningsdatum   |
| ------- | -------------------------- | ---- | ---------------- |
| 1       | 60 min                     |      | 23 februari 2015 |
| 2       | 60 min                     |      | 2 mars 2015      |
| 3       | 60 min                     |      | 9 mars 2015      |
| 4       | 60 min                     |      | 16 mars 2015     |
| 5       | 60 min                     |      | 23 mars 2015     |
| 6       | 60 min                     |      | 30 mars 2015     |
| 7       | 60 min                     |      | 6 april 2015     |
| 8       | 60 min                     |      | 13 april 2015    |
| 9       | 60 min                     |      | 20 april 2015    |
| 10      | 60 min                     |      | 27 april 2015    |